# SWORDS

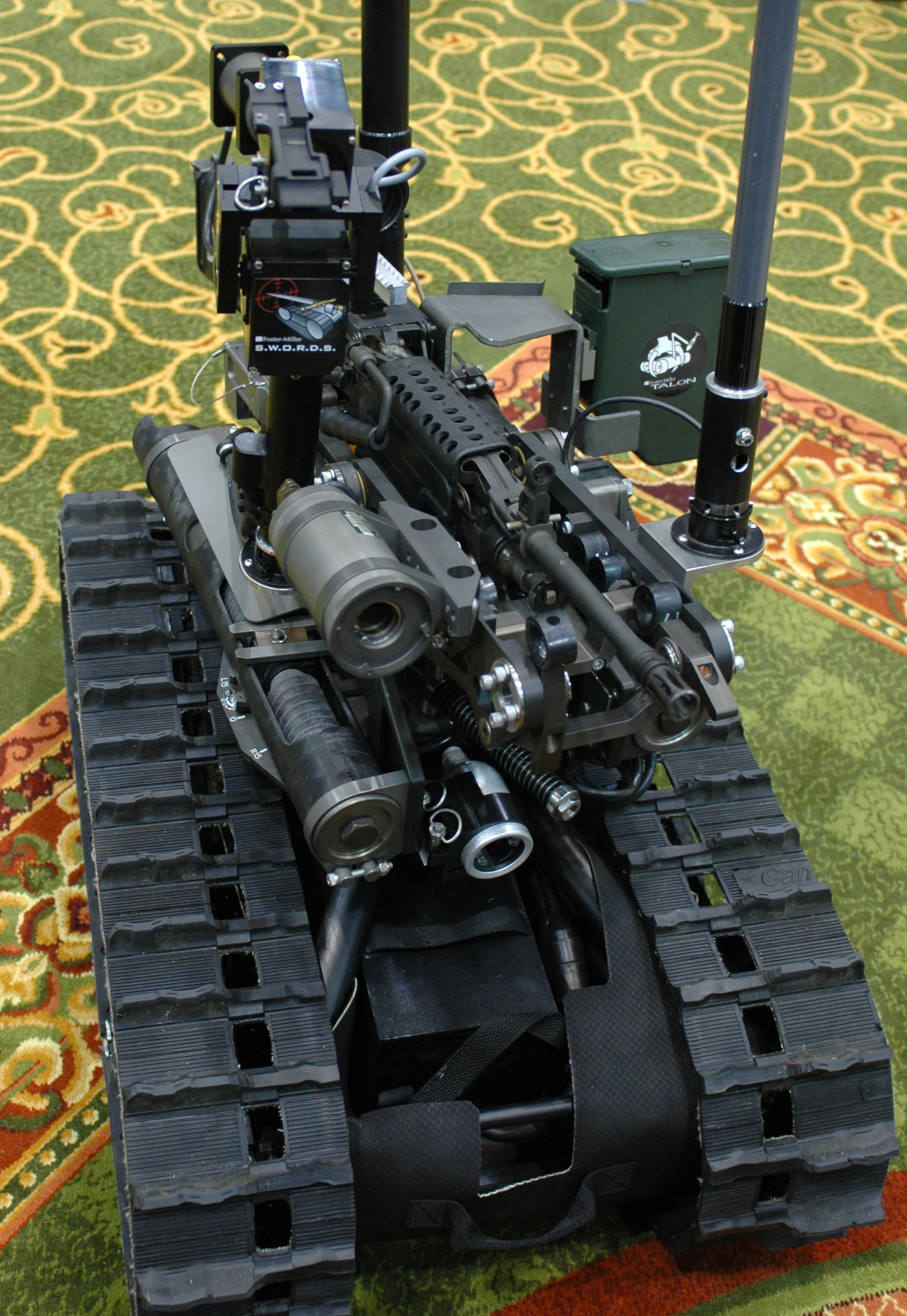
O sistema do SWORDS permite que os soldados atirem com pequenas armas por controle remoto a distâncias de até 1,000 metros

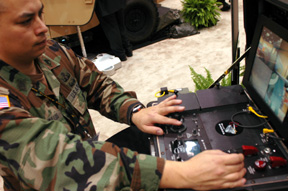
Estação de controle

SWORDS ou o Special Weapons Observation Reconnaissance Detection System(Sistema Especial de Armas Observação Reconhecimento e Detecção), é um robô móvel atualmente em desenvolvimento por Foster-Miller para o exército dos Estados Unidos. Foi projetado para ser o primeiro veículo armado robótico para ver um combate, quando 18 dos robôs (nomeados "Robo-Soldier" pelo exército americano") foram utilizados no Iraque. O robô não é autônomo, ele deve ser controlado por um soldado usando um pequeno console para direcionar remotamente o dispositivo e disparar suas armas.
O robô é composto de um sistema de armas montado em um chasse de robô Talon. O preço atual de cada unidade é de $230,000, porém estima-se que em produção em massa seu preço individual cairá para cerca de $160,000.